# سوق الثلوث (بعدان)

تعديل مصدري - تعديل

سوق الثلوث هي إحدى قرى عزلة سير بمديرية بعدان التابعة لمحافظة إب، بلغ تعداد سكانها 1265 نسمة حسب تعداد اليمن لعام 2004.